# Alexandra Leaving
Alexandra Leaving è una celebre canzone di Leonard Cohen contenuta nel Ten New Songs del 2001.
La canzone si ispira alla poesia Απολείπειν ο θεός Αντώνιον del poeta greco Konstantinos Kavafis (1863-1933) le cui opere Cohen ha avuto modo di conoscere durante il suo soggiorno nell'isola di Hydra.